# São Bento do Sapucaí (ort)
São Bento do Sapucaí är en ort i Brasilien.   Den ligger i kommunen São Bento do Sapucaí och delstaten São Paulo, i den sydöstra delen av landet, 800 km söder om huvudstaden Brasília. São Bento do Sapucaí ligger 887 meter över havet och antalet invånare är 10 462.
Terrängen runt São Bento do Sapucaí är huvudsakligen kuperad. São Bento do Sapucaí ligger nere i en dal. Närmaste större samhälle är Campos do Jordão, 15,3 km öster om São Bento do Sapucaí.
Omgivningarna runt São Bento do Sapucaí är huvudsakligen savann. Runt São Bento do Sapucaí är det ganska tätbefolkat, med 149 invånare per kvadratkilometer.